# Mehrdad Mostofizadeh

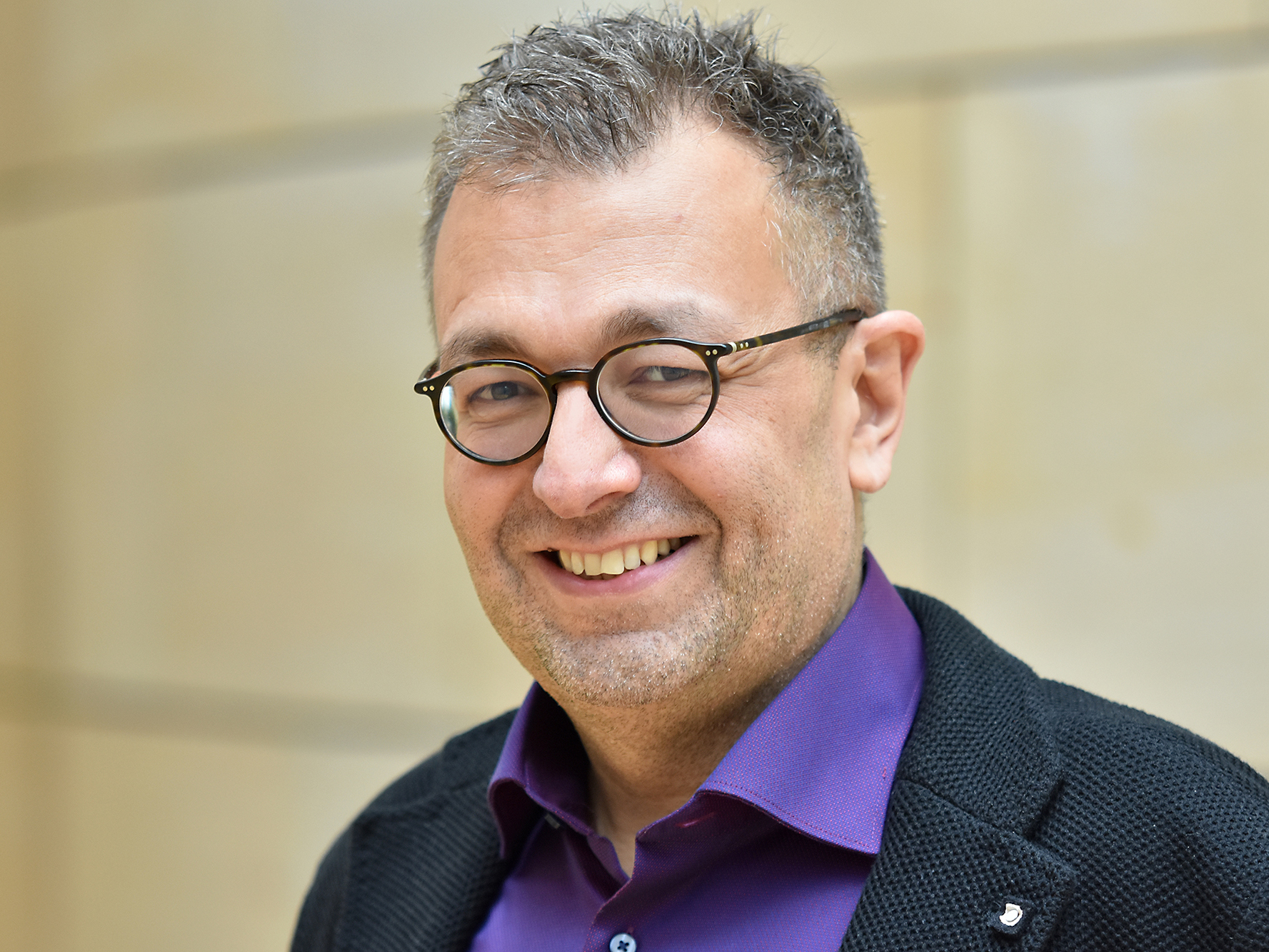
Mehrdad Mostofizadeh (2019)

Mehrdad Mostofizadeh (* 30. April 1969 in Bad Gandersheim) ist ein deutscher Politiker (Bündnis 90/Die Grünen). Er ist seit 2010 Abgeordneter im Landtag Nordrhein-Westfalen und war dort von März 2015 bis Mai 2017 Vorsitzender der Fraktion von Bündnis 90/Die Grünen.

## Leben

### Karriere
Mostofizadeh wurde als Sohn eines Iraners und einer Deutschen geboren. Er legte 1988 das Abitur ab und leistete im Anschluss Zivildienst. Von 1990 bis 2003 studierte er Rechtswissenschaft, Sozialwissenschaften und Anglistik an den Universitäten in Essen und Bochum, ohne jedoch einen Abschluss zu erreichen. Während und nach seinem Studium arbeitete er von 1990 bis 1994 sowie erneut von 1997 bis 2009 im Bereich der Altenpflege bei der Essener Arbeiterwohlfahrt.

### Politik

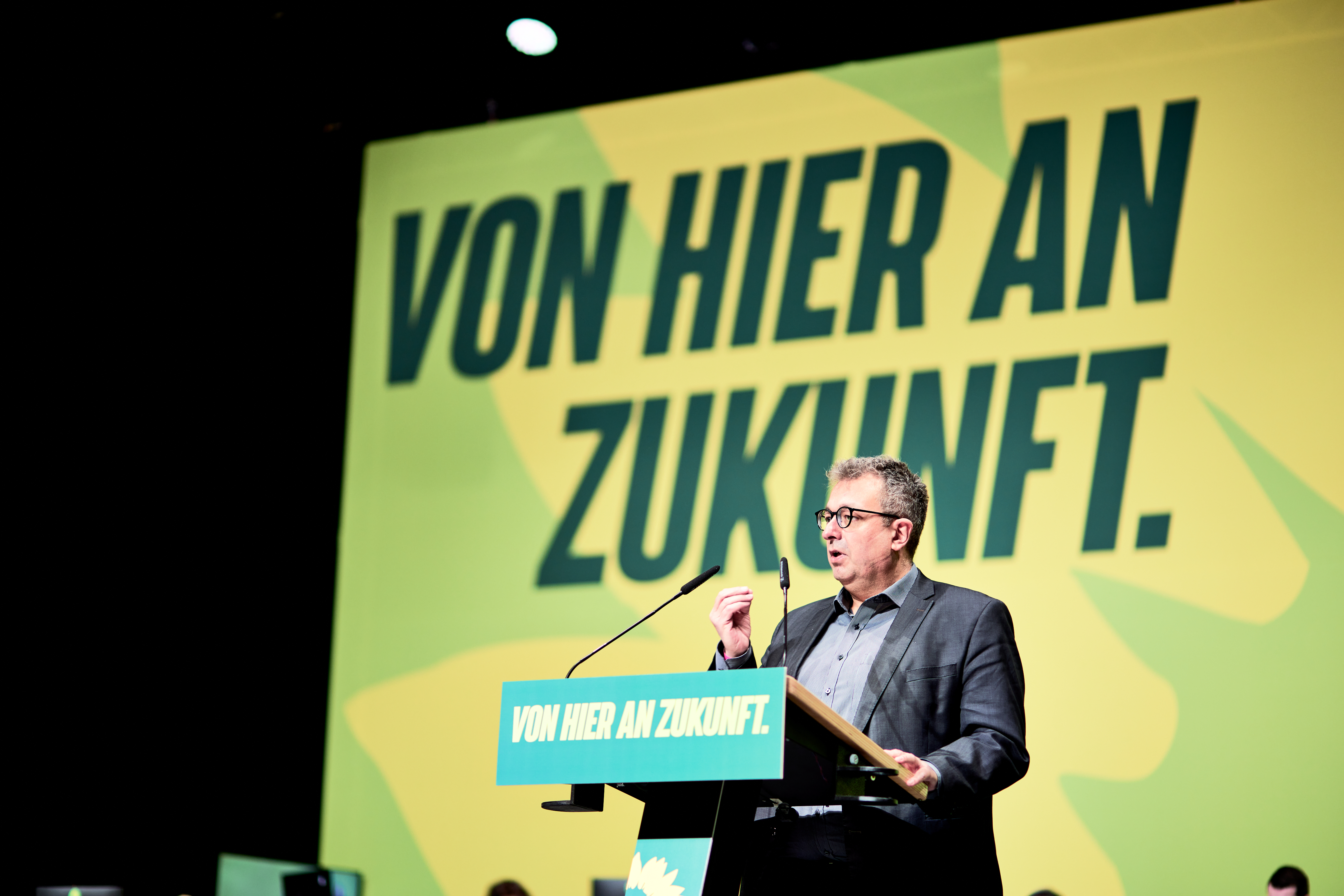
Mehrdad Mostofizadeh bei der Landesdelegiertenkonferenz der Grünen NRW in Siegen (2021)

Mostofizadeh ist seit 1988 Mitglied der Partei Bündnis 90/Die Grünen. Er war von 1991 bis 1992 Geschäftsführer der Essener Ratsfraktion und von 1995 bis 1996 Geschäftsführer der Wittener Ratsfraktion von Bündnis 90/Die Grünen. Von 1993 bis 1994 war er Schatzmeister des Essener Kreisverbandes der Partei. Diese Funktion übt er seit 2012 wieder aus. Zeitweise war er Mitglied im Aufsichtsrat der Entwicklungsgesellschaft Zollverein.
Von 2001 bis 2010 war er als wissenschaftlicher Mitarbeiter für die Landtagsfraktion Bündnis 90/Die Grünen in Düsseldorf tätig, zunächst für die Enquete-Kommission „Zukunft der Städte in NRW“, später für die Bereiche Haushalt und Finanzen (ab 2005), sowie zusätzlich für den Bereich Kommunales (ab 2009). Parallel dazu war er von 2006 bis 2010 wissenschaftlicher Mitarbeiter bei der Bundestagsabgeordneten Bärbel Höhn.
Mostofizadeh betätigte sich zunächst in der Kommunalpolitik und war von 1989 bis 1994 sowie von 2005 bis 2009 Mitglied der Bezirksvertretung im Essener Stadtbezirk VIII Ruhrhalbinsel. Von 1994 bis 2010 war er Ratsherr der Stadt Essen und dort zehn Jahre lang Sprecher der Fraktion Bündnis 90/Die Grünen. Des Weiteren war er von 2005 bis 2010 Mitglied des Regionalverbandes Ruhr. Seine Schwerpunkte waren die Haushalts-, Finanz- und Sportpolitik.
Bei der Landtagswahl im Mai 2010 trat er als Direktkandidat im Landtagswahlkreis Essen IV an und belegte mit 11,6 % der Erststimmen den dritten Platz. Er zog daraufhin über die Landesliste seiner Partei als Abgeordneter in den Landtag von Nordrhein-Westfalen ein. In der 15. Wahlperiode war er bis zur Auflösung des Landtags am 14. März 2012 Mitglied des Ständigen Ausschusses. Innerhalb der Fraktion von Bündnis 90/Die Grünen war er Mitglied des Fraktionsvorstandes (stellvertretender Vorsitzender) und Sprecher für die Bereiche Kommunalpolitik sowie Haushalt und Finanzen.
Bei der folgenden Landtagswahl im Mai 2012 trat Mostofizadeh erneut als Direktkandidat im Wahlkreis Essen IV an. Auf ihn entfielen 10,2 % der Erststimmen, woraufhin er wieder über einen Listenplatz ins Parlament einzog. In der 16. Wahlperiode war er bis zu seiner Wahl zum Fraktionsvorsitzenden wieder Mitglied des Fraktionsvorstandes (stellvertretender Fraktionsvorsitzender) und Sprecher für den Bereich Haushalt und Finanzen. Des Weiteren war er Mitglied des Hauptausschusses und des Ältestenrates. Zudem gehört er dem parlamentarischen Beirat der NRW.BANK an.
Am 2. März 2015 wurde er mit 15 Stimmen zum Fraktionsvorsitzenden der Grünen gewählt; auf seine Mitbewerberin Monika Düker entfielen 14 Stimmen. Er löste Reiner Priggen ab, der sich nicht mehr zur Wahl gestellt hatte.
Nach Stimmenverlusten der Grünen bei der Landtagswahl im Mai 2017 (−4,9 %), bei der er über die Landesliste ins Parlament einzog, stellte er seine Position als Fraktionsvorsitzender zur Verfügung. Er wurde von der neuinstallierten Doppelspitze Monika Düker/Arndt Klocke abgelöst und zum stellvertretenden Vorsitzenden der Fraktion gewählt. Seit Beginn der 17. Legislaturperiode ist er Sprecher des Ausschusses für Arbeit, Gesundheit und Soziales sowie Sprecher des Ausschusses für Heimat, Kommunales, Bauen und Wohnen. Bei der Kommunalwahl im September 2020 trat er erfolglos als Kandidat für das Amt des Oberbürgermeisters von Essen an. Im Oktober 2020 wurde er Parlamentarischer Geschäftsführer seiner Fraktion und legte im Zuge dessen sein Amt als stellvertretender Fraktionsvorsitzender nieder.
Bei der Landtagswahl 2022 trat er wiederum als Direktkandidat für den Wahlkreis Essen IV an, erreichte 18,3 % der Erststimmen und zog über den achten Platz der Landesliste in den Landtag ein. 
Seit 2024 ist er Kreisvorsitzender der Grünen in Essen.

### Privates
Mehrdad Mostofizadeh ist seit 1995 verheiratet und hat drei Kinder.